# HD 145191
HD 145191，又名CD-4010251，SAO 226564、HR 6015，是一颗恒星，视星等为5.86，位于銀經338.51，銀緯7.55，其B1900.0坐标为赤經16h 4m 28.5s，赤緯-40° 7.55′ 17″。